# Los Increíbles
Los Increíbles —título original en inglés: The Incredibles— es una película de animación, aventuras y superhéroes dirigida por el estadounidense Brad Bird y producida conjuntamente por los estudios Walt Disney Pictures y Pixar Animation Studios, cuyo estreno tuvo lugar en octubre de 2004 en el Festival de Cine de Londres, Reino Unido. El argumento gira en torno a una familia de superhéroes, los Parr, que llevan un estilo de vida suburbano ante las restricciones gubernamentales impuestas tras considerarse que sus hazañas conllevan situaciones problemáticas para la sociedad. Durante una misión secreta en una isla remota, Bob Parr, más conocido como Mr. Increíble, se entera del plan siniestro del villano Síndrome para equiparar tecnológicamente las capacidades humanas a las de los superhéroes.
Se trata del sexto filme de Pixar, cuya dirección y guion corrió a cargo de Brad Bird, mientras que John Lasseter se encargó del proceso de producción. Además, los actores Craig T. Nelson, Holly Hunter, Spencer Fox, Sarah Vowell, Jason Lee y Samuel L. Jackson, entre otros, prestaron sus voces para el reparto protagónico de la cinta. Asimismo, Los Increíbles tuvo un buen rendimiento en taquilla al recaudar más de 600 millones USD en todo el mundo, y obtuvo críticas favorables de varios medios, entre los cuales se incluyen los sitios recopilatorios Rotten Tomatoes y Metacritic. También se hizo acreedora de un par de premios Óscar en las categorías de mejor edición de sonido y mejor película animada, junto con varios galardones y nominaciones más.
Tras su estreno, el filme vino acompañado de numerosos productos, particularmente historietas y videojuegos. Es de resaltar que el 15 de junio de 2018 se estrenó una secuela, Los Increíbles 2, que obtuvo más de mil millones USD de recaudación y se ha convertido en una de las cintas animadas más taquilleras de todos los tiempos.

## Argumento

### Sinopsis
La película comienza con una secuencia de entrevistas en las que Bob Parr, Helen Parr y Lucius Best —Mr. Increíble, Elastigirl y Frozono, respectivamente— revelan sus percepciones sobre lo que conlleva ser un superhéroe como ellos. Poco después, una serie de acontecimientos llevan a que la opinión pública se vuelva contra los superhéroes; por ejemplo, la demanda interpuesta por un suicida al que Bob había rescatado contra su voluntad, o los daños al metro provocados por el involucramiento de Buddy Pine —un niño que idolatra a Mr. Increíble— mientras Bob trataba de aprehender al delincuente Bomb Voyage. Como consecuencia del descontento social, el gobierno establece un «programa de reubicación de superhéroes» que obliga al colectivo a llevar un estilo de vida ordinario y prohíbe el uso de sus superpoderes.
Quince años más tarde, Bob y Helen tienen tres niños —Violeta, Dash y Jack-Jack— y viven un estilo de vida suburbano en Metroville. Pese a la vigencia del programa de recolocación, y a manera de añoranza por sus días como superhéroes, Bob y Lucius patrullan clandestinamente las calles en búsqueda de actos criminales. Además, Bob trabaja como ejecutivo en una compañía de seguros bajo la supervisión de un jefe estricto e inflexible, lo cual aumenta su descontento. Un día, mientras atestigua un robo cercano a la oficina donde trabaja, Bob se enoja y golpea impulsivamente a su jefe, lo cual le hace perder su empleo. Más tarde, tras regresar a su casa, recibe un mensaje de una mujer llamada Mirage, quien le convence de retomar su identidad como Mr. Increíble para una misión que requiere destruir un robot en mal funcionamiento, «Omnidroide», en la isla remota de Palos Locos. Bob engaña al robot para entrar en su interior y desconecta su propia fuente de energía, por lo que es recompensado.
Entusiasmado por retomar su rol como superhéroe, Bob regresa a su hogar y se somete a un riguroso entrenamiento físico para continuar con su trabajo para Mirage durante un par de meses. Debido al mal estado de su antiguo traje, Bob acude con la diseñadora Edna Moda, especialista en confeccionar trajes para superhéroes, que produce uno nuevo tanto para él como para su familia. En su siguiente visita a Palos Locos, Bob descubre que Buddy Pine es el jefe de Mirage, cuyo resentimiento desde que era niño hacia Mr. Increíble le ha llevado a asumir una identidad de supervillano como «Síndrome». En el proceso, Bob se entera de su responsabilidad en la muerte de varios superhéroes retirados a los que contrató para enfrentarse al Omnidroide y así perfeccionarlo. El objetivo de Síndrome es enviar un prototipo definitivo a Metroville y controlarlo para que ocasione estragos en la ciudad hasta el momento en que él aparezca y derrote al robot, de modo que todos lo consideren como un «héroe». Más adelante, su propuesta es comercializar sus invenciones para que todos se conviertan en superhéroes y así se corrompa su significado ante la sociedad. Sin embargo, consciente de que Bob ya conoce sus intenciones perversas, Síndrome lo aprisiona en la isla. No es sino hasta que Helen visita a Edna para preguntarle sobre el paradero de su esposo, que esta le revela los nuevos trajes que diseñó para ella y sus hijos, y activa una radiobaliza con la que localizan a Bob.
Para trasladarse a Palos Locos, Helen —en su faceta como Elastigirl— alquila un avión en el que, para su sorpresa, también viajan sus hijos Violeta y Dash, mientras que Jack-Jack se queda bajo el cuidado de una niñera adolescente en Metroville. Síndrome recibe las transmisiones de radio generadas por Elastigirl desde la aeronave y procede a destruirla con unos misiles, aunque ella y los niños escapan poco antes del vehículo. Una vez a salvo, Elastigirl se infiltra en la base de operaciones del villano y descubre las intenciones de llevar el Omnidroide a la ciudad con ayuda de un cohete. De manera simultánea, Dash y Violeta son perseguidos por otros robots al servicio de Síndrome. Finalmente la familia Parr se reencuentra en las profundidades de la isla después de que Mirage libera a Bob debido a diferencias con la ideología de su jefe. No obstante, Síndrome consigue capturarlos y aprisionarlos en su base de operaciones, a la vez que mantiene en seguimiento el traslado del Omnidroide a Metroville.
Los Parr escapan con la ayuda de los campos de fuerza de Violeta y de Mirage, que supervisa el traslado de los superhéroes a la ciudad por medio de otro cohete. Cuando llegan a la ciudad, se percatan de que el Omnidroide ha desarrollado tal nivel de inteligencia artificial que se rehúsa a ser manipulado por Síndrome por medio de un control remoto. Junto con Frozono, los héroes se unen para enfrentarse al aparentemente invencible robot. Finalmente engañan al Omnidroide y consiguen que se destruya a sí mismo después de atacar su fuente de energía. Por otro lado, cuando regresan a su casa, los Parr descubren que Síndrome tiene en su poder a Jack-Jack tras arrebatárselo a la niñera. El villano los amenaza con raptar al bebé pero este último activa una serie de poderes con los que ayuda a deshacerse de Síndrome, cuya capa queda atascada en la turbina de una de sus aeronaves y muere. Tres meses más tarde, los Parr han vuelto a su vida normal hasta que la ciudad es atacada por un villano que se hace llamar «The Underminer» —«El Socavador» en España y «El Subterráneo» en Hispanoamérica—. En las escenas finales, se muestra a la familia colocándose sus trajes para enfrentarse a la nueva amenaza.

### Temáticas
La trama aborda fundamentalmente los vínculos familiares —que Bird catalogó como «el mayor superpoder de todos»— así como una serie de dilemas morales que, en opinión del cineasta: «[Tienen que ver con] cuestiones personales sobre ser un marido y un padre, el envejecimiento, la importancia de la familia, el significado del trabajo y lo que uno siente al pensar que está perdiendo las cosas que ama». Si bien al principio Mr. Increíble prefiere ir por su cuenta a la misión central de la cinta, «su heroísmo no tarda mucho en convertirse en su perdición. La familia Increíble logra salvar el día solamente cuando permanecen unidos como equipo y como familia».
Otras temáticas presentes en la película son «la identidad, la marginación, las crisis de pareja, la realización personal, la unidad familiar y el efecto de la opinión pública». Se muestra también el simbolismo de la compasión en la escena donde Bob se abstiene de herir a Mirage en un arranque de ira tras pensar que su jefe había asesinado a su familia: «[Se] aprovecha el momento a la perfección, nos permiten ver las diferentes personalidades en juego y entender por qué la naturaleza de Mr. Increíble influye en la decisión de Mirage». De manera general, el filme hace ver de forma optimista que «todos deberíamos estar dispuestos a aceptar nuestra verdadera naturaleza», un concepto ejemplificado en el personaje de Violeta cuya «autoaceptación le permite salir de su caparazón, y [percatarse de que] el mundo está listo y esperándola». De acuerdo con José Luis Ortega Torres, del portal web Cine Fagia: «[En Los Increíbles] se sintetizan las diversas formas de amor y solidaridad que ya se habían expuesto en los anteriores filmes de Pixar. Ahí están la solidaridad amistosa de Mr. Increíble y Frozono; el cuidado de los hijos y la comprensión a su individualidad que dará como resultado el nacimiento de una responsabilidad, además de algo nuevo: el amor de pareja, presentado más allá de los tópicos pasionales como una verdadera prueba de vida, mezcla de lealtad y complicidad». Dani Di Placido, de Forbes, sugirió que «ninguna película de superhéroes supera la resonancia emocional» de Los Increíbles, en la que «superhumanos luchan con la mundanidad de la existencia cotidiana, así como con supervillanos maliciosos, cuyos superpoderes están realmente entrelazados con sus [respectivas] personalidades».
El filme incluye referencias a ciertos elementos de la cultura popular, en especial del cine de ciencia ficción y de espionaje como es el caso de las franquicias de Star Wars y Matrix, así como de Spy Kids y James Bond, respectivamente. La escena en la que Frozono irrumpe en una joyería —como parte de su rol clandestino como vigilante— alude a una secuencia similar de Die Hard with a Vengeance (1995), en la que aparece el mismo actor de voz del personaje, Samuel L. Jackson. Además, incorpora «huevos de Pascua» que están relacionados con otras producciones de Pixar, como Cars. En opinión de El País, «Los Increíbles contiene muchas capas: comienza parodiando los códigos del cine de superhéroes para pasar a rendir homenaje a las añejas películas de ciencia ficción de los años cincuenta, a jugar con los emblemas de la comedia y, finalmente, a agasajar la mítica del género».

## Reparto principal
Mary Hidalgo, Kevin Reher y Matthew Jon Beck fueron los responsables de seleccionar el reparto de voces para Los Increíbles. En el caso de Violeta, Bird eligió personalmente a Sarah Vowell, tras escucharla en el programa This American Life, de la National Public Radio, y considerar que era «perfecta» para ese personaje.
El cineasta destacó «la voz autoritaria y el sentido del humor maravilloso y sencillo» de Craig T. Nelson para Bob, que concibió desde un inicio como un tipo «duro y carismático». Para su interpretación, Nelson debió «experimentar y concentrar su energía vocal [...] intentando imaginar la situación como si estuviera en ella». Pese a su inexperiencia en el cine de animación, Holly Hunter resultó elegida para dar voz a Helen y brindar una combinación de «maternalismo y fuerza estoica», mientras que la participación de Spencer Fox como Dash representó su incursión en el cine a los once años de edad. Para los roles de Frozono y Síndrome, se optó por Samuel L. Jackson y Jason Lee, debido a su «versatilidad» y «sensibilidad», respectivamente. En el caso de Lee, Bird se mostró satisfecho con su actuación «animada y maligna» en Dogma (1999). El actor grabó sus líneas en cuatro sesiones de hasta veinte horas de duración, las cuales se llevaron a cabo durante un período de ocho meses. Bird dio voz a Edna Moda tras «tener dificultades para hallar a otra voz» y concebirla como una diseñadora «mitad alemana y mitad japonesa, y de baja estatura». Entre sus opciones para interpretar al personaje estaba la actriz Lily Tomlin. A continuación aparecen listados los personajes principales con los respectivos actores de voz en inglés, y una breve descripción de su papel en la película:
- Craig T. Nelson como Robert «Bob» Parr / Mr. Increíble: el patriarca de la familia Parr, poseedor de una súper fuerza.
- Holly Hunter como Helen Parr / Elastigirl: la esposa de Bob, con la habilidad de estirar y moldear su cuerpo como si fuera de goma.
- Spencer Fox como Dashiell Robert «Dash» Parr: el inquieto segundo hijo de los Parr, posee la habilidad de la supervelocidad.
- Sarah Vowell como Violeta Parr: la hija adolescente del matrimonio Parr, capaz de hacerse invisible y crear campos de fuerza.
- Jason Lee como Buddy Pine / Síndrome: el principal villano de la película que, aunque no tiene superpoderes, hace uso de alta tecnología para alcanzar habilidades superhumanas, tales como volar o lanzar rayos de antigravedad.
- Eli Fucile como Jack-Jack Parr: el pequeño tercer hijo de la familia Parr, que todavía es un bebé. Aunque no muestra ningún tipo de poder al principio, en las últimas escenas demuestra un amplio repertorio de habilidades superpoderosas.
- Samuel L. Jackson como Lucio Best / Frozono: el mejor amigo de Bob, con la habilidad de crear hielo a partir de la humedad presente en el aire y en su propio cuerpo.
- Elizabeth Peña como Mirage: agente de Síndrome, encargada de enviar superhumanos a la isla Palos Locos.
- Brad Bird como Edna Moda: diseñadora de modas de superhéroes y responsable de los trajes utilizados por los Parr.
- Bud Luckey como Rick Dicker: agente del gobierno del país a cargo del programa de reubicación de superhéroes.
- Wallace Shawn como Gilbert Huph: supervisor de Bob en la compañía de seguros donde trabaja.
- John Ratzenberger como The Underminer: villano subterráneo que aparece al final de la película.
- Dominique Louis como Bomb Voyage: villano de origen francés que se enfrenta a Mr. Increíble al inicio de la película. Su especialidad son las bombas atómicas.
- Michael Bird como Tony Rydinger: un chico muy popular que asiste a la misma escuela de Violeta, quien está enamorada de él.
- Jean Sincere como Mrs. Hogenson: una mujer anciana a la que Bob ayuda a obtener un seguro.
- Kimberly Adair Clark como Honey Best: esposa de Frozono.
- Bret Parker como Kari McKeen: niñera de Jack-Jack.
- Lou Romano como Bernie Kropp: maestro de Dash.
- Wayne Canney como el director de la escuela de Dash.
- Teddy Newton como el narrador de las noticias televisivas.

## Producción

### Guion
Cuando Brad Bird concibió por primera vez a la familia de superhéroes, en 1993, atravesaba por un período de incertidumbre en el que sospechaba que debía sacrificar su vida familiar para lograr los objetivos que tenía como cineasta, cuya trayectoria estaba por comenzar con El gigante de hierro mediante un acuerdo con Warner Bros. Animation. Más tarde confirmó que la trama de Los Increíbles incluye ciertos aspectos que experimentó en su vida personal a lo largo de esa etapa, y que el desarrollo de esta última comenzó tras la desfavorable recepción comercial de El gigante de hierro —que contó con un costo de producción de 70 millones USD en contraste con su recaudación de 31.3 millones—. El título original de la película era The Invincibles —«Los Invencibles»—, y durante su producción tomó el nombre de Tights —«Mallas»—.
Bird tenía en mente que la película rindiera homenaje, en formato de animación tradicional, a los cómics y al cine de espías de los años 1960 que veía cuando era niño e incluyó elementos de la cultura popular como dispositivos tecnológicos y de espionaje, así como distintos superpoderes en un entorno retrofuturista. Años antes del estreno de El gigante de hierro, mantuvo contacto con su amigo John Lasseter, de Pixar, a quien conocía desde que estudiaban en el Instituto de las Artes de California en los años 1970. En marzo del año 2000, le compartió su idea y Lasseter, convencido del potencial de la trama, lo invitó a integrarse a Pixar y llevar a cabo su proyecto en animación por computadora. Bird aceptó la propuesta y, un par de meses después, el estudio anunció su contratación bajo la condición de que él sería el único responsable de la redacción del guion y de la dirección del filme —una colaboración inusual para Pixar en comparación con sus películas anteriores en las que equipos de hasta tres directores y numerosos guionistas se hacían cargo de su respectiva producción—. Se trató también de la primera ocasión en la que un largometraje del estudio tenía personajes humanos como protagonistas. No obstante, un equipo de creativos del estudio colaboró también en la redacción del libreto, principalmente al proponer ideas para ciertas escenas.

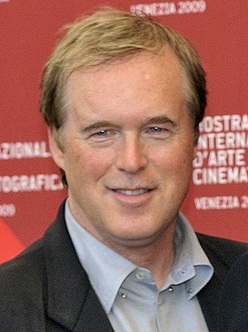
Brad Bird, director y guionista de la película, comenzó el proyecto de Los Increíbles en el año 2000.

Básicamente, los rasgos de sus protagonistas están basados en arquetipos familiares: un matrimonio afectado por la crisis de la mediana edad responsable de la crianza de un bebé, un niño pretencioso y una adolescente tímida. En este caso, la premisa central trata sobre un padre obligado a dejar de lado aquello que le apasiona hacer —salvar el mundo como un superhéroe— por el bien de su familia. Asimismo, se inspiró en ciertos filmes animados de los estudios Disney, como La dama y el vagabundo (1955), para definir los rasgos de los personajes. Los rasgos físicos y personalidad de Edna Moda provienen de múltiples fuentes, entre las cuales destacan Q, personaje responsable de los dispositivos utilizados por Bond; la diseñadora Edith Head, y el documental Unzipped (1995), que aborda conceptos relacionados con la moda, mientras que el personaje de Helen está basado en Elasti-Girl, de DC Comics. A manera de anécdota, cabe agregar que cuando le mostraron el guion gráfico durante una visita que realizó a Pixar, el director japonés Hayao Miyazaki consideró que se trataba de «algo muy aventurado [para que apareciera] en una película estadounidense». Para definir el diseño y rasgos de los personajes, Bird se vio auxiliado por los supervisores de historia y animación, Mark Andrews y Tony Fucile, así como por el artista Teddy Newton. Al respecto, este último detalló: «Brad [Bird] simplemente me describía a los personajes, sin usar muchos adjetivos, aunque solía hacerlo mediante una impresión o voz. A veces solo la voz me bastaba para imaginarme las escenas e ideas en mi cabeza. Es como cuando escuchas la radio y empiezas a imaginarte como luce la persona [que conduce el programa]. Es cuando te inspiras y las cosas comienzan a cobrar forma».

### Diseño y animación
Bird contrató a un equipo de colaboradores con los que había trabajado en El gigante de hierro y que, por estar mayormente familiarizados con la animación tradicional, debieron capacitarse sobre la producción de imágenes por computadora. Aunque Bird percibió que la animación computarizada resultaba «maravillosamente maleable y adaptable», especialmente por la facilidad para configurar los ángulos de la cámara en una toma, le pareció que el software era «sofisticado y no particularmente amistoso». El hecho de haber escrito el guion sin tomar en cuenta las limitaciones de esta tecnología derivó en una labor más ardua para el equipo de animadores. Tanto el animador Tony Fucile como el propio cineasta propusieron la incorporación de ciertos conceptos tradicionales de los «Nueve Ancianos» de Disney en la producción de Los Increíbles. A manera de homenaje, la película incluye cameos de Ollie Johnston y Frank Thomas, del grupo de «Los Nueve», en una de las escenas finales.
El diseño y la animación representaron varios desafíos para el estudio al tratarse de una cinta más extensa y con una mayor cantidad de escenarios que sus producciones previas. Las responsabilidades recayeron en distintos equipos de trabajo: uno, apodado «Alpha Omega», estuvo a cargo del modelado, sombreado y diseño de edificios; otro trabajó con los efectos de iluminación y de cámaras; otro tuvo como prioridad el diseño y sombreado digital de todos los personajes; y finalmente el equipo de simulación se encargó de producir la tecnología para emular el cabello y el vestuario de los personajes.
Primeramente Fucile y Teddy Newton realizaron el diseño de los personajes a partir de los guiones gráficos elaborados a mano que, por sugerencia de Bird, incluían los efectos de iluminación y la posición de la cámara para cada toma, una labor que tradicionalmente recaía en otros departamentos de Pixar. Tal y como ocurre normalmente en la producción de otros filmes animados, la creación de los controles para articular el rostro y el esqueleto de los personajes se extendió por un año y requirió de layouts o «puestas en escena» destinados a coordinar los movimientos animados de los personajes. Esta fase representó otra desviación de la pauta tradicionalmente seguida por el estudio, en la que primero se creaban modelos detallados de los sets donde ocurre la trama, sobre los cuales se ajustaban las cámaras durante las grabaciones de cada toma. En esta ocasión se crearon puestas en escena con diseños geométricos simples antes de construir los modelos de los sets. Para brindar más realismo a los movimientos corporales, se grabó a algunos animadores mientras caminaban por las instalaciones del estudio además de que cada uno de los responsables de los modelos digitales recibió una copia del manual Anatomía de Gray (1858). Para la creación de los modelos, el equipo diseñó primeramente el esqueleto de cada personaje a partir del bosquejo de Bob y, con ayuda de una tecnología conocida como «goo», se intercalaron en tiempo real las animaciones de los músculos y la piel con el modelo de cada personaje, lo cual representó un hito en la industria de animación. Adicionalmente, se creó una nueva tecnología denominada «dispersión subsuperficial» para dotar de un efecto de traslucidez a la piel de los personajes cuya textura omite poros y folículos pilosos con tal de que «no parecieran enteramente humanos». Para el diseño de los edificios, y sobre todo de la casa de los Parr, el equipo se inspiró en la arquitectura googie, cuyos estilos futuristas se caracterizan por «[la] exageración [y los] ángulos dramáticos», mientras que la isla Palos Locos y el hogar de Edna poseen rasgos de la cultura tiki y de la corriente artística De Stijl, respectivamente. Las oficinas donde trabaja Bob al principio de la cinta están basadas en la arquitectura «miesiana», cuyos tonos e iluminación reflejan un «entorno opresivo».
La siguiente etapa conllevó una mayor complejidad por las restricciones de la tecnología computarizada de esa época para simular el cabello y el vestuario de los personajes. Si bien Pixar ya tenía cierta experiencia en este ámbito desde Monsters, Inc. (2001), para esta ocasión se requirió de nueva tecnología capaz de producir efectos como el movimiento del largo cabello negro de Violeta, que le cubre una parte del rostro. A diferencia de lo sucedido con Pete Docter en Monsters, Inc, que estuvo de acuerdo con modificar el diseño original de Boo para facilitar la animación de su cabello, Bird insistió en que debían cumplirse los rasgos concebidos para cada uno de sus personajes. En total se diseñaron más de 150 vestuarios a partir de bosquejos y muestras de telas, una labor que recayó en Christine Waggoner. A manera anecdótica, Bird tenía en mente que Jack Jack pudiese transformarse también en una especie de sustancia gomosa. Sin embargo, tras conversarlo con el productor John Walker, se abstuvo de incluirla debido a que su producción habría extendido un par de meses más el calendario de producción del filme.
Finalmente, Janet Lucroy supervisó los efectos de iluminación de los modelos de personajes y sets, con los cuales buscó transmitir un contraste visual de efectos naturalistas y teatrales en las secuencias de superhéroes, a diferencia del tono oscuro predominante en los interiores de las oficinas y la casa de los protagonistas. Se incorporaron nuevas técnicas de modelo de objetos, como fue el caso del renderizado volumétrico para el diseño de las nubes. Sandra Karpman tuvo la responsabilidad de coordinar la producción de efectos visuales que incluyeron la generación de explosiones mediante la aplicación informática Atmos, especializada en efectos de sombreado. En total se llevaron a cabo 781 tomas de efectos para la película. Sobre esta última etapa de la producción, el cineasta se refirió a las dificultades inherentes a la animación al señalar que «tenía las rodillas de [Pixar] temblando bajo el peso» de Los Increíbles, pero al final probó ser un «testamento del talento de los animadores en el estudio [...] Básicamente, entré en un maravilloso estudio, asusté a mucha gente con la cantidad de regalos que quería para Navidad y luego obtuve casi todo lo que pedí». En algún momento Disney llegó a considerar la posibilidad de cancelar la producción, de no ser porque Lasseter insistió en continuar con su desarrollo.

### Banda sonora
Si bien Bird tenía en mente a John Barry para la composición de la banda sonora del filme —incluso se creó un tráiler promocional de Los Increíbles acompañado del tema musical de On Her Majesty's Secret Service (1969)—, Pixar contrató los servicios de Michael Giacchino después de que Barry rechazara la propuesta al explicar que no quería duplicar el sonido de sus trabajos anteriores. Se trató de la primera colaboración de Giacchino para Pixar, cuyo siguiente trabajo para el estudio fue en Ratatouille (2007).
Dado que el cineasta buscaba un sonido que representara el concepto retrofuturista imperante de la década de 1960, Giacchino se inspiró en grabaciones producidas con cintas magnéticas. Con ayuda de Dan Wallin, ingeniero de grabación, llegó a la conclusión de que los instrumentos de viento metal ofrecen una mejor calidad de sonido en ese medio, razón por la que estos sobresalen en el material musical de Los Increíbles. En su opinión: «Es la forma correcta [de componer música...] todos tocando entre sí y alimentándose de la energía del otro». Además de inspirarse en las composiciones de Barry, Giacchino también se vio influenciado por el trabajo de Henry Mancini y las melodías «ásperas y fuertes, rítmicas y de jazz» del cine de suspenso de los años 1960. Su labor incluyó la composición de motivos para los protagonistas, los cuales «evolucionan» a lo largo de la película como es el caso de Bob, cuyo tema comienza «muy heroico y de jazz» pero se transforma conforme el personaje va adoptando el rol de padre de familia. En cuanto a Dash y Violeta, sus melodías se caracterizan por la presencia de zumbidos y de un ritmo «tímido y misterioso», respectivamente. Para la grabación de las melodías se contó con el apoyo de Tim Simonec, quien coordinó a una orquesta formada por un centenar de instrumentos.
La banda sonora salió a la venta el 2 de noviembre de 2004. Obtuvo varios premios en la categoría de mejor banda sonora, entre los cuales se incluyen una serie de galardones de la Asociación de Críticos de Cine de Los Ángeles, del Broadcast Music, Inc. y de la American Society of Composers, Authors and Publishers, así como las distinciones Annie y Online Film Critics Society Award; también se hizo acreedora a una nominación en los Grammy al mejor álbum de banda sonora para medio visual, así como en las ceremonias de premiación de Satellite y de la Crítica Cinematográfica. A continuación, se enlistan las canciones de la banda sonora original:
| The Incredibles: Original Motion Picture Score |                             |          |  |
| N.º                                            | Título                      | Duración |  |
| 1.                                             | «The Glory Days»            | 3:32     |  |
| 2.                                             | «Mr. Huph Will See You Now» | 1:35     |  |
| 3.                                             | «Adventure Calling»         | 2:23     |  |
| 4.                                             | «Bob vs. The Omnidroid»     | 2:53     |  |
| 5.                                             | «Lava in the Afternoon»     | 1:29     |  |
| 6.                                             | «Life's Incredible Again»   | 1:24     |  |
| 7.                                             | «Off to Work»               | 1:59     |  |
| 8.                                             | «New and Improved»          | 2:15     |  |
| 9.                                             | «Kronos Unveiled»           | 3:16     |  |
| 10.                                            | «Marital Rescue»            | 2:19     |  |
| 11.                                            | «Missile Lock»              | 2:07     |  |
| 12.                                            | «Lithe or Death»            | 3:24     |  |
| 13.                                            | «100 Mile Dash»             | 3:07     |  |
| 14.                                            | «A Whole Family of Supers»  | 3:27     |  |
| 15.                                            | «Escaping Nomanisan»        | 1:45     |  |
| 16.                                            | «Road Trip!»                | 2:27     |  |
| 17.                                            | «Saving Metroville»         | 5:03     |  |
| 18.                                            | «The New Babysitter»        | 3:26     |  |
| 19.                                            | «The Incredits»             | 9:53     |  |
| 49:54                                          |                             |          |  |

### Características técnicas
Si bien la relación de aspecto en las escenas de las entrevistas es de 1.33: 1, el resto de la película posee una relación de pantalla ancha de 2.39: 1, tanto para la versión lanzada en salas de cine como en formato casero. En cuanto a la mezcla de sonido, esta se produjo mediante el sistema Dolby Digital 5.1 EX. Se imprimió tanto en el formato anamórfico de 35 mm como en digital, este último para la versión en 3D. La duración total de la película es de 115 minutos.

### Doblaje al español
Por primera vez en la historia de los estudios Disney, el doblaje hispanoamericano para el largometraje contó con tres versiones: una producida para España, y las otras destinadas al mercado latinoamericano, cuyas labores se realizaron en Argentina y México. La versión del país sudamericano contó con las actuaciones de Juana Molina (Helen), Rubén Rada (Frozono), Matías Martín (Síndrome), Carolina Peleritti (Mirage), Favio Posca (Edna Moda), Florencia Otero (Violeta) y Gastón Soffritti (Dash). Por su parte, Ricardo Tejedo dirigió el doblaje mexicano, con la participación de Víctor Trujillo (Bob), Consuelo Duval (Helen), Leyla Rangel (Violeta), Memo Aponte (Dash), Darío T. Pie (Edna Moda), Martín Hernández (Frozono) y Omar Chaparro (Síndrome). La producción de dichas versiones recayó en Raúl Aldana, gerente creativo de Disney Character Voices International.
La versión ibérica se llevó a cabo bajo la dirección de Lorenzo Beteta en el estudio EXA, ubicado en Madrid, y contó con las voces de José Antonio Ceínos (Bob), Beatriz Berciano (Helen), Laura Pastor (Violeta), Miguel Rius (Dash), Antonio Molero (Frozono), Rafael Alonso Naranjo, Jr. (Síndrome), Esther Arroyo (Mirage) y Emma Penella (Edna Moda).

## Lanzamiento

### Mercadotecnia
Con el lanzamiento del filme, numerosas empresas comenzaron a fabricar productos relacionados con Los Increíbles. Por ejemplo, Dark Horse Comics publicó una serie de edición limitada de cuadernos de historietas, mientras que Kellogg's lanzó una gama de cereales con temáticas de la película, así como pop-tarts promocionales y refrigerios de fruta, cuyo sabor catalogó como «una increíble explosión de frutas del bosque» —en inglés, idioma original de la promoción, es un juego de palabras: «Incrediberry Blast»—. Asimismo, Pringles distribuyó botes de patatas fritas en las que destacaban figuras de superhéroes y citas del filme. En las semanas previas a su estreno, se realizaron acuerdos promocionales con SBC Communications —usando la «velocidad ultrarrápida» de Dash como reclamo publicitario de su servicio de SBC Yahoo! DSL—, Tide, Downy, Bounce y McDonald's. Otra empresa que se sumó a la mercadotecnia de la cinta fue la fabricante de juguetes Hasbro, que lanzó una serie de figuras de acción de los principales personajes, si bien su éxito fue inferior al esperado.
En Europa, los huevos de chocolate Kinder contenían unos pequeños juguetes de plástico con referencias a Los Increíbles. En Bélgica, la fabricante de coches Opel vendió ediciones especiales de sus coches con diseños de la película, mientras que en el Reino Unido, Telewest se sirvió del filme para promocionar sus servicios de Internet, así como para emitir anuncios televisivos que protagonizaba el reparto principal de la cinta. Es de destacar que en toda la mercadotecnia publicada ajena a la producción de la película, Elastigirl era nombrada como «Sra. Increíble», debido a que la licencia entre Walt Disney Pictures y Pixar confrontaba legalmente a la de DC Comics, que tenía un personaje con ese nombre —en la serie de la Patrulla Condenada—, y podía crecer y contraerse desde un tamaño microscópico a otro de varios metros de altura.

### Estreno
El estreno se produjo el 27 de octubre de 2004 en el Festival de Cine de Londres, Reino Unido. Para su lanzamiento al público en la gran pantalla en Canadá y Estados Unidos, hubo que esperar al 5 de noviembre de ese mismo año y fue la primera película de Pixar en ser calificada como «PG» —guía paternal sugerida— por la violencia de acción que aparece en algunas de sus escenas, si bien no fue la única, ya que la siguieron Up (2009) o Brave (2012). Este estreno se produjo en un total de 2933 salas de cine de ambos países —que se traducen en unas 7600 pantallas en total— durante las dos primeras semanas y permaneció allí hasta mediados de abril del año siguiente, aunque el número de salas de cine que ofrecían Los Increíbles en su cartelera fue disminuyendo —especialmente al inicio de la temporada navideña—. Su lanzamiento en cines vino acompañado del corto Boundin'. Por otro lado, a la par que Pixar celebraba el éxito del filme, Steve Jobs se encontraba envuelto en una contienda pública con el líder de su compañera de distribución, The Walt Disney Company, situación que acabaría con la destitución de Michael Eisner y la posterior adquisición de Pixar por parte Disney en 2006. La película tuvo una gran difusión a nivel internacional, al estrenarse en países como:
Posteriormente, en marzo de 2014, el director ejecutivo de Disney, Bob Iger, anunció que la película sería reestrenada en formato 3D. Cuatro años más tarde IMAX sacó a la luz que la cinta sería remasterizada, junto con su secuela Los Increíbles 2, para ser lanzada en tal formato en exclusiva el 13 de junio de 2018, mediante la aplicación de la tecnología DMR.

## Recepción

### Comercial
A pesar de las preocupaciones acerca de si la película conseguiría unos buenos resultados, solo en Canadá y Estados Unidos obtuvo unos ingresos en taquilla por valor de 70 467 623 USD en su primer fin de semana con un promedio de 17 917 USD por cine. Estos resultados hicieron de Los Increíbles el filme con mayor recaudación en el fin de semana de estreno para una producción de Pixar —aunque fue superado posteriormente por Toy Story 3 (2010) al obtener 110 307 189 USD—, para una no secuela animada —actuación superada por Los Simpson: la película (2007) con 74 036 787 USD— y para un filme que no estaba basado en ninguna franquicia hasta que Avatar (2009) lo superase con 77 025 481 USD. En el siguiente fin de semana siguió manteniendo la primera posición al embolsarse más de 50 millones USD, que supone una caída de casi el 29 % con respecto al mismo período de la semana anterior, seguida de The Polar Express, que se estrenó en aquellas fechas. Al final de su permanencia en las salas de cine, la cinta se hizo acreedora de unas ganancias de 261 441 092 USD en el mercado doméstico, que le convirtió en la quinta película más taquillera de todo el 2004.
Fuera de Estados Unidos y Canadá, el filme consiguió un volumen de ventas por valor de 371 578 642 USD —lo que da una recaudación total de 633 019 734 USD— gracias al gran éxito que tuvo en países como Reino Unido (61 929 959 USD), Japón (49 967 205 USD), Francia (40 313 982 USD), España (25 428 106 USD), Alemania (24 221 919 USD), Australia (20 930 973 USD), Italia (20 286 379 USD) o México (16 019 958 USD). Teniendo en cuenta los ingresos totales, Los Increíbles fue la segunda película más taquillera de Pixar cuando se estrenó, solo superada por Buscando a Nemo (2003), y su posición no fue arrebatada hasta el 2009, año de estreno de Up.

### Crítica

#### Anglosajona y de otros países
El sitio web Rotten Tomatoes —que recopila opiniones de varios medios especializados— la calificó con un 97 % de aprobación con base en 240 reseñas y una nota promedio de 8.33 sobre 10, lo que la convierte en la vigésimo cuarta película animada con mayor puntuación en los registros de la página a fecha de abril de 2019. A grandes rasgos, el portal consideró que «con un montón de ingenio y diversión para el género de superhéroes animados, Los Increíbles hace honor a su nombre». Metacritic, otro sitio recopilador de reseñas, le proporcionó una valoración favorable de «aclamación universal», tras alcanzar una puntuación promedio de 90 sobre 100 a partir de las evaluaciones de cuarenta y un críticos. De acuerdo con CinemaScore, la película posee el estatus «A+», la puntuación máxima en su escala de evaluación.
Roger Ebert, del Chicago Sun-Times, le dio una puntuación de 3.5 estrellas de un total de cuatro y señaló en su reseña que «[el filme] combina la acción vertiginosa con la sátira de la vida suburbana», además de ser una «muestra de la superioridad de Pixar en la animación popular». De forma similar, Peter Travers, de Rolling Stone, catalogó la cinta como «una de las mejores del año» y consideró que «no suena caricaturesca, sino verdadera». Por otra parte, la revista estadounidense People destacó la trama «fuerte y entretenida» que posee una «carga de toques cómicos ingeniosos». Todd McCarthy, de Variety, elogió también la trama al señalar en su reseña que «siempre colorida y agradable de mirar, la película tiene un dinamismo menos directo en el mundo del espectáculo que las producciones anteriores de Pixar, excepto por sus habilidades de pulido visual y de narración refinada. El guion está tan lleno de ingenio e imaginación en múltiples niveles que los espectadores de todas las edades se sentirán cómodos con la broma». Jennifer Frey, de The Washington Post, coincidió en que «como siempre, Pixar sobresale por su animación, pero lo que hace que esta película familiar sea aún más atractiva es la inteligencia del guion, que está claramente escrito, de principio a fin, para atraer tanto a adultos como a niños». En la opinión de Leah McLaren, de The Globe and Mail: «No solo es un divertido paseo de dibujos animados, sino que también es una película sólida», mientras que Peter Bradshaw, de The Guardian, reiteró que «las influencias [de la película] se subsumen en algo nuevo, algo sobrealimentado con originalidad insolente y modernidad [...] La animación es, como siempre, inductora con los deslumbrantes efectos de iluminación y los detalles sobre los que casi nos hemos enfadado, aunque no completamente».
Ciertas opiniones desfavorables provinieron de especialistas como Eleanor Ringel Gillespie, de The Atlanta Journal-Constitution, que manifestó haberse sentido «aburrida» con los constantes pastiches que evocan antiguas películas de acción. En su reseña concluyó que «los genios de Pixar hacen su trabajo excelentemente. Uno simplemente espera que estuvieran haciendo algo diferente». Jessica Winter, de The Village Voice, criticó que la cinta «se hiciera pasar como un estreno de acción veraniego» pese a haberse lanzado a finales de año. En su opinión, Los Increíbles supone el arribo de Pixar a las «producciones ruidosas de Hollywood, llenas de lodo metálico de acción ensordecedora».
Algunas otras menciones especiales y distinciones recibidas por el largometraje incluyen el sexto puesto del listado de las mejores películas de los años 2000, por Travers, quien destacó que «de todos los milagros de Pixar a lo largo de la década, Los Increíbles es la que me deleita más. No todas las caricaturas se ocupan de la crisis de la mediana edad, la disfunción marital, la negligencia infantil, los temores de impotencia, la moda actual y la angustia existencial». The National Review Online la catalogó como la segunda mejor cinta de los últimos veinticinco años y cuya trama «celebra [los conceptos del] matrimonio, la valentía, la responsabilidad y los logros». A su vez, Entertainment Weekly la incluyó tanto en su catálogo de las mejores películas de acción de todos los tiempos, así como en el de las veinte mejores películas animadas de la historia. Finalmente el sitio web IGN la calificó en 2010 como la tercera mejor película animada de todos los tiempos, solamente superada por WALL·E y La bella y la bestia. Dos años después, en 2012, el crítico Matt Zoller Seitz la calificó como «la más grande película de superhéroes» y la «mejor película de acción de la primera década de 2000, seguida de cerca por Héroe y Kung Fu Sion» —estrenadas en 2002 y 2004, respectivamente—, al reiterar que «funciona como una parodia de James Bond; una meditación sobre identidades, secretos y demás; una comedia doméstica; una declaración sobre el excepcionalismo frente a la mediocridad; y los peligros de ser niñera ... Y, sin embargo, todo está unido. Ninguna parte se siente superficial o estúpida. Todo se siente profundo».

#### Hispanoamericana y española
La mayoría de la crítica en español destacó primordialmente la trama y la calidad de la animación. Tònia Pallejà, del sitio web Labutaca.net, valoró de forma positiva el «alto calibre humano y la solidez de [su] guion, por otro lado altamente disfrutable, que se encuentra en justa correspondencia con su impecable perfil técnico-artístico», además de señalar que su trama «nos acerca —aún con toda la parafernalia propia de los superhéroes y los aspectos cómicos que se derivan— a algunas realidades cotidianas que a los pequeños se les escapan y con las que los grandes encontrarán rápida identificación». Si bien Antonio Méndez, de Aloha Criticón.com, señaló el «excelente trabajo artístico y lindeza visual, y el despliegue de una trama, con la esencia familiar» como aspectos favorables de la cinta, en su opinión el argumento posee «convencionalismo y clichería en abundancia». Asimismo, comparó a la familia Parr con Los 4 Fantásticos. A su vez, el mexicano José Luis Ortega Torres elogió la trama por abordar el «papel neurálgico de la familia para el desarrollo personal en cualquier instancia –social, afectiva y cronológica–» y calificó a la película como «una maravilla».
En cuanto al apartado de efectos visuales y animación, Miguel Ángel Palomo, de El País, consideró que Los Increíbles representa «una de las cumbres de la factoría Pixar» y la calificó «como un prodigio de imaginación en el que cada una de sus secuencias se convierte en una pequeña obra maestra». De manera similar, Jesús Palacios, de la revista Fotogramas, opinó que la película «triunfa donde otras resbalan: porque es una fiesta de cine de animación clásico. En 3D, sí, pero de dibujos animados. [...] Todo ello, conjugado con un guión [sic] lleno de ingenio, personajes y detalles impagables. [...] Una delicia visual, pletórica de guiños, con estridente banda sonora [...] y un humor cómplice, familiar pero no ingenuo», además de catalogarla como «la mejor película de Pixar» estrenada hasta entonces. En una opinión más desfavorable, el sitio web Rosariocine.com.ar concluyó en su evaluación que la cinta resulta «lograda y original con eso de los súper héroes [sic] en el ocaso y la vuelta al ruedo, pero no [es] tan relevante animación como anteriores productos de la Pixar. Sus deficiencias son de guión [sic] o de algunas pequeñas situaciones que no terminan de cerrar, no obstante aceptable y entretenida».

### Premios y reconocimientos
Los Increíbles recibió un total de sesenta y siete premios, y cincuenta y seis nominaciones tanto en Estados Unidos como en otros países, entre las que se incluyen una en los Globos de Oro y cuatro más en los Óscar. De estas premiaciones, resultó vencedor en las categorías de mejor edición de sonido y mejor película animada de los Óscar, lo que le llevó a ser la primera producción de Pixar en obtener más de un premio Óscar en la misma ceremonia. De igual manera, recibió el galardón BAFTA como mejor largometraje infantil. Otros premios incluyen la categoría de película del año por el American Film Institute, mejor película animada tanto en las ceremonias de premiación de los Annie como en la de la Broadcast Film Critics Association, mejor representación dramática en los Hugo, mejor película en los Satellite, así como mejor arreglo por «The Incredits» en los Grammy, y banda sonora del año por parte de la International Film Music Critics.
Entre las menciones y reconocimientos obtenidos por la cinta se incluyen la distinción como mejor película del año por Joe Morgenstern de The Wall Street Journal; y una de las 500 mejores películas de todos los tiempos por la publicación Empire en 2008.

## Adaptaciones y secuelas

### Cine
En 2004, cuando Disney se hizo con los derechos de secuela, la compañía anunció sus planes de hacer continuaciones de Los Increíbles y Buscando a Nemo sin la implicación de Pixar, aunque finalmente fueron desechados. Tras la adquisición de Pixar por parte de Disney en 2006, la previsión era que la primera crearía más secuelas y otras franquicias rentables. Al respecto, el director Brad Bird comentó en 2007 que estaba abierto a la idea con la condición de que él podría inventarse una idea mejor a la del filme original: «Tengo piezas que creo que son buenas, pero no las tengo todas juntas». Posteriormente en una entrevista en mayo de 2013, Bird reiteró su interés en hacer una película derivada: «He estado pensando en ello. La gente piensa que no lo he hecho, pero sí. Porque amo a esos personajes y amo ese mundo», dijo, a lo que añadió: «Me estoy acariciando la barbilla y rascando mi cabeza. Tengo muchos, muchos elementos que creo que funcionarían realmente bien en otra película de Los Increíbles, y si pudiera ponerlas todas encajadas, probablemente querría hacerlo».
Finalmente, en marzo de 2014, Disney anunció el desarrollo de Los Increíbles 2, con la dirección y el guion de Bird. El reparto protagónico sería prácticamente idéntico, con la excepción de Spencer Fox —voz de Dash— que sería reemplazado por Huck Milner, debido al cambio de voz del primero. La premier del filme se llevó a cabo en el barrio de Hollywood (Los Ángeles, California) el 5 de junio de 2018, aunque para el lanzamiento al público en Estados Unidos hubo que esperar hasta el 15 de junio, a pesar de que días antes se había estrenado ya en otros países como Egipto (13 de junio), Argentina, Australia, Colombia, Grecia, Israel, México o Rusia (14 de junio). Debido a su éxito en taquilla a nivel mundial, con más de mil millones USD, se convirtió en una de las películas animadas que más ingresos ha recaudado hasta la fecha.

### Historieta
En julio de 2008, se anunció que una serie de libros de historietas basadas en la película serían publicadas a finales de ese año por Boom! Studios en colaboración con Disney. La primera miniserie fue The Incredibles: Family Matters de Mark Waid y Marcio Takara, publicada entre marzo y junio de 2009, y recopilada en trade paperback en julio de aquel año. También en ese mismo año, empezaron otra serie Waid y Landry Walker, con dibujos de Takara y Ramanda Kamarga; publicaron hasta dieciséis ediciones, pero finalmente fue cancelada en octubre de 2010. Marvel empezó con una reimpresión de las series en agosto del año siguiente —sin descartar con concluir la inacabada historia— pero fue cancelada de repente, pese a la producción de guiones y dibujos para el final.

### Videojuegos
También se lanzó un videojuego para las plataformas PlayStation 2, Xbox, Nintendo GameCube, Game Boy Advance, PC, Macintosh y teléfono móvil, que, aunque está basado en el filme, los diseñadores hicieron varias modificaciones del guion original en escenas clave. Más adelante, se lanzó un segundo videojuego, The Incredibles: Rise of the Underminer —para PlayStation 2, GameCube, Xbox, macOS, Game Boy Advance, Nintendo DS y Microsoft Windows—, en el que se narran hechos que suceden después del argumento de la película, donde Mr. Increíble y Frozono han de enfrentarse a un topo megalómano, The Underminder —«El Socavador» en España y «El Subterráneo» en Hispanoamérica—. Un tercer videojuego, Los Increíbles: cuando se acerca el peligro, fue lanzado para Windows y macOs y se trata de una colección de diez juegos y actividades con los que interactúa el usuario. Por añadidura, el 20 de marzo de 2012, se lanzó Kinect Rush: A Disney Pixar Adventure para Xbox360, en el que además destacan varios personajes de algunos filmes de Pixar como Toy Story, Cars, Ratatouille o Up. Asimismo, los personajes de Los Increíbles también aparecieron en Disney Infinity, lanzado en agosto de 2013.

## Formato doméstico
El 15 de marzo de 2005 se lanzó el conjunto de dos discos Collector's Edition DVD, en el que también se incluían Jack-Jack Attack y Mr. Incredible and Pals —dos cortos de Pixar exclusivos para su lanzamiento—, así como Boundin', que había salido al público previamente en cines a la par que la proyección del filme. Así, Los Increíbles se convirtió en el DVD más vendido de todo 2005, con 17.38 millones de copias. Además, la película también fue lanzada en UMD para la PlayStation Portable, así como en Blu-ray, que comenzó el 12 de abril de 2011 en América del Norte. También hubo un lanzamiento en VHS en marzo de 2005 y fue la penúltima en lanzarse en tal formato, ya que concluyó con Cars.